# Компартментализация
У термина компартментализация существует другое значение, см. Раздельное мышление.
Компартментализация (компартментация) — разделение клеток эукариот на отсеки (компартменты), покрытые оболочкой из бислоя липидов, в которых локализованы определенные биохимические процессы. Большинство органелл в эукариотической клетке являются компартментами — митохондрии, хлоропласты, пероксисомы, лизосомы, эндоплазматический ретикулум, ядро клетки и аппарат Гольджи. Внутри ряда компартментов (в том числе ядра) выделяются также субкомпартменты, различающиеся по форме и функциям.

## Функции
Внутри компартментов, окруженных бислоем липидов, могут существовать различные значения pH, функционировать разные ферментативные системы. Принцип компартментализации позволяет клетке выполнять разные метаболические процессы одновременно.
В цитозоле митохондрий находится окислительная среда, в которой NADH окисляется в NAD+.
Квинтэссенцией принципа компартментализации можно считать аппарат Гольджи, в диктиосомах которого работают различные ферментативные системы, осуществляющие, например, разные стадии посттрансляционной модификации белков.

## Классификация
Выделяют следующие клеточные компартменты:
1. Ядро (внутреннее содержимое ядра)
2. Пространство цистерн эндоплазматического ретикулума (переходящее в перинуклеарное пространство)
3. Аппарат Гольджи в основном — транспорт веществ из ЭПС,транспорт белков и образование лизосом.
4. Митохондрии (подразделяются на два компартмента — матрикс и межмембранное пространство)
5. Пероксисомы — содержат ферменты, которые с помощью кислорода окисляют некоторые органические вещества.
6. Лизосомы — внутриклеточное переваривание макромолекул, в том числе при аутофагии.
7. Хлоропласты (у высших растений подразделяются на три компартмента — межмембранное пространство, строму и внутреннюю полость тилакоидов)
8. Цитозоль — она же гиалоплазма - жидкая часть цитоплазмы. Представляет собой сложную смесь веществ, растворенных в жидкости.

## Прокариоты
В любой клетке существует два генеральных микрокомпартмента, разделённые унитарной мембраной — цитоплазматический и экзоплазматический. Бактерии, обладающие грамотрицательным морфотипом, имеют ещё и третий генеральный микрокомпартмент — периплазматический, который расположен между цитоплазматической мембраной и наружной мембраной.
Иногда специализированный микрокомпартмент размещается сразу в нескольких генеральных компартментах, то есть имеет смешанную локализацию. Одним из примеров этого служит ундулиподия.